# Giuseppe Cavanna
Giuseppe Cavanna (Vercelli, Provincia de Vercelli, Italia, 18 de noviembre de 1905 - Vercelli, Provincia de Vercelli, Italia, 3 de noviembre de 1976) fue un futbolista y director técnico italiano. Se desempeñaba en la posición de guardameta.

## Selección nacional
No disputó ningún encuentro con la selección de fútbol de Italia pero formó parte de la plantilla que participó en la Copa Mundial de Fútbol de 1934.

### Participaciones en Copas del Mundo
| Mundial                        | Sede   | Resultado |
| ------------------------------ | ------ | --------- |
| Copa Mundial de Fútbol de 1934 | Italia | Campeón   |

## Clubes

### Como futbolista
| Club             | País   | Año       |
| ---------------- | ------ | --------- |
| A. S. Vercellesi | Italia | 1921-1925 |
| Pro Vercelli     | Italia | 1925-1929 |
| S. S. C. Napoli  | Italia | 1929-1936 |
| Benevento Calcio | Italia | 1936-1937 |
| Pro Vercelli     | Italia | 1937-1939 |
| Avezzano Calcio  | Italia | 1945-1946 |

### Como entrenador
| Club             | País   | Año       |
| ---------------- | ------ | --------- |
| U. S. Avellino   | Italia | 1936      |
| Benevento Calcio | Italia | 1936-1937 |
| Avezzano Calcio  | Italia | 1945-1947 |
| A. S. Nocerina   | Italia | 1951      |
| La Chivasso      | Italia | 1955-1956 |
| Pro Vercelli     | Italia | 1959      |

## Palmarés

### Copas internacionales
| Título                 | Club                | País   | Año  |
| ---------------------- | ------------------- | ------ | ---- |
| Copa Mundial de Fútbol | Selección de Italia | Italia | 1934 |